# Порождение ада (фильм, 2003)
«Порождение ада» (англ. Hellborn) — американский фильм ужасов 2003 года режиссёра Филипа Дж. Джонса. Премьера фильма состоялась 21 июля 2003 года.

## Сюжет
Пролог фильма демонстрирует, что в психиатрической лечебнице обитает некий демон и периодически забирает душевнобольных пациентов в ад. Далее по сюжету новоиспечённый выпускник медицинской школы Джеймс Бишоп устраивается на работу в ту самую психиатрическую лечебницу доктора МакКорта. Уже в первые дни работы Джеймса с ним начинают происходить странные события: то пациенты его убеждают, что их хотят принести в жертву дьяволу, то в его комнате некто пишет кровью «Убирайся отсюда», а сам главный врач больницы МакКорт не менее странно себя ведёт и периодически говорит на странные темы. Таким образом в голову Джеймса закрадываются определённые сомнения, что дело в больнице вовсе нечисто.

## В ролях
| Актёр           | Роль         |
| --------------- | ------------ |
| Мэтт Стаси      | Джеймс Бишоп |
| Брюс Пейн       | МакКорт      |
| Трэйси Скоггинс | Хелен        |
| Джулия Ли       | Лорен        |

## Художественные особенности
Фильм отличается своим основным упором на сюжетное построение и создание атмосферы, что также выражается и в низкой динамике и в малом количестве спецэффектов (за исключением пролога фильма).